# Mobil (konst)
En mobil är en rörlig prydnad, eller ett konstverk, som rör sig sakta. Många mobiler är hängande, och en användning är att hänga en mobil över en spädbarnssäng i stimulerande och i lugnande syfte.
Skulptören Alexander Calder är känd för mobiler. Han började med sådana 1931.

## Galleri

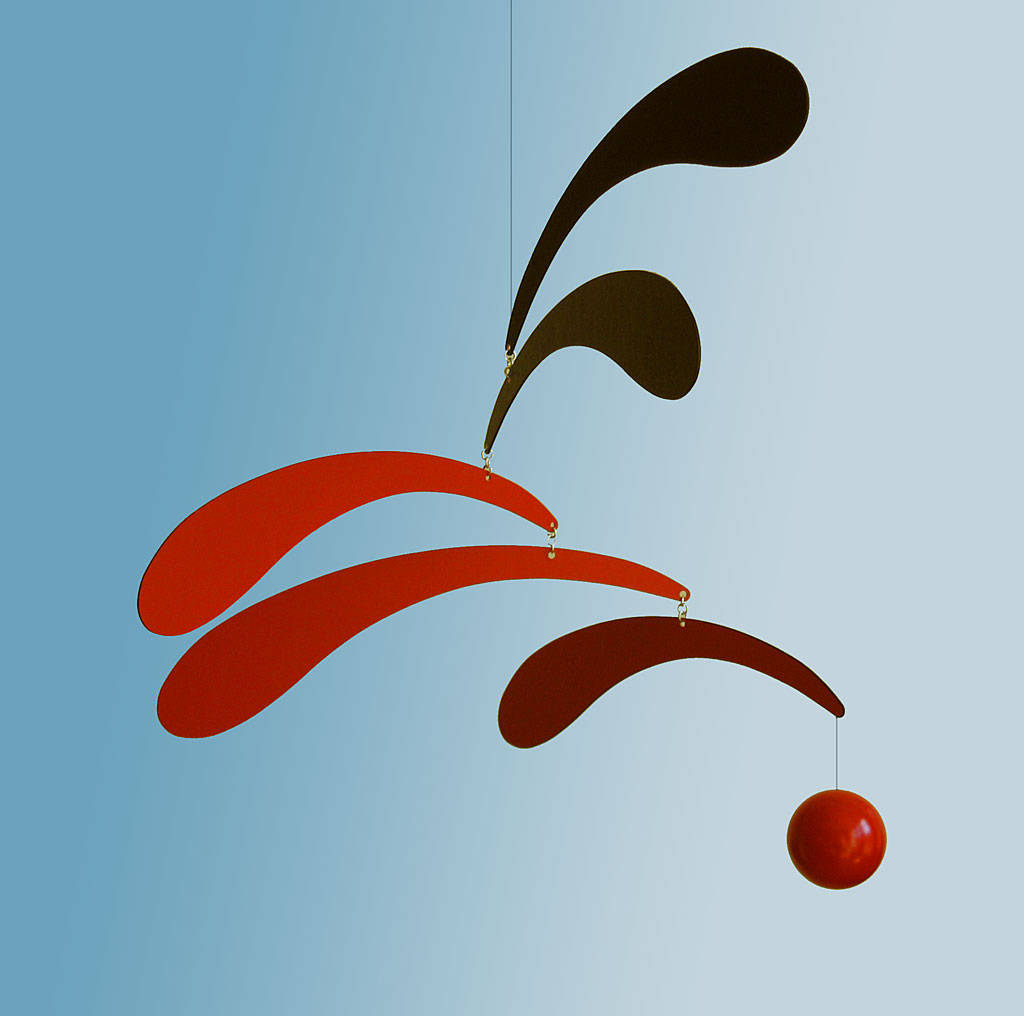
Mobilen Flowing rhytm, formgiven av Ole Flensted.
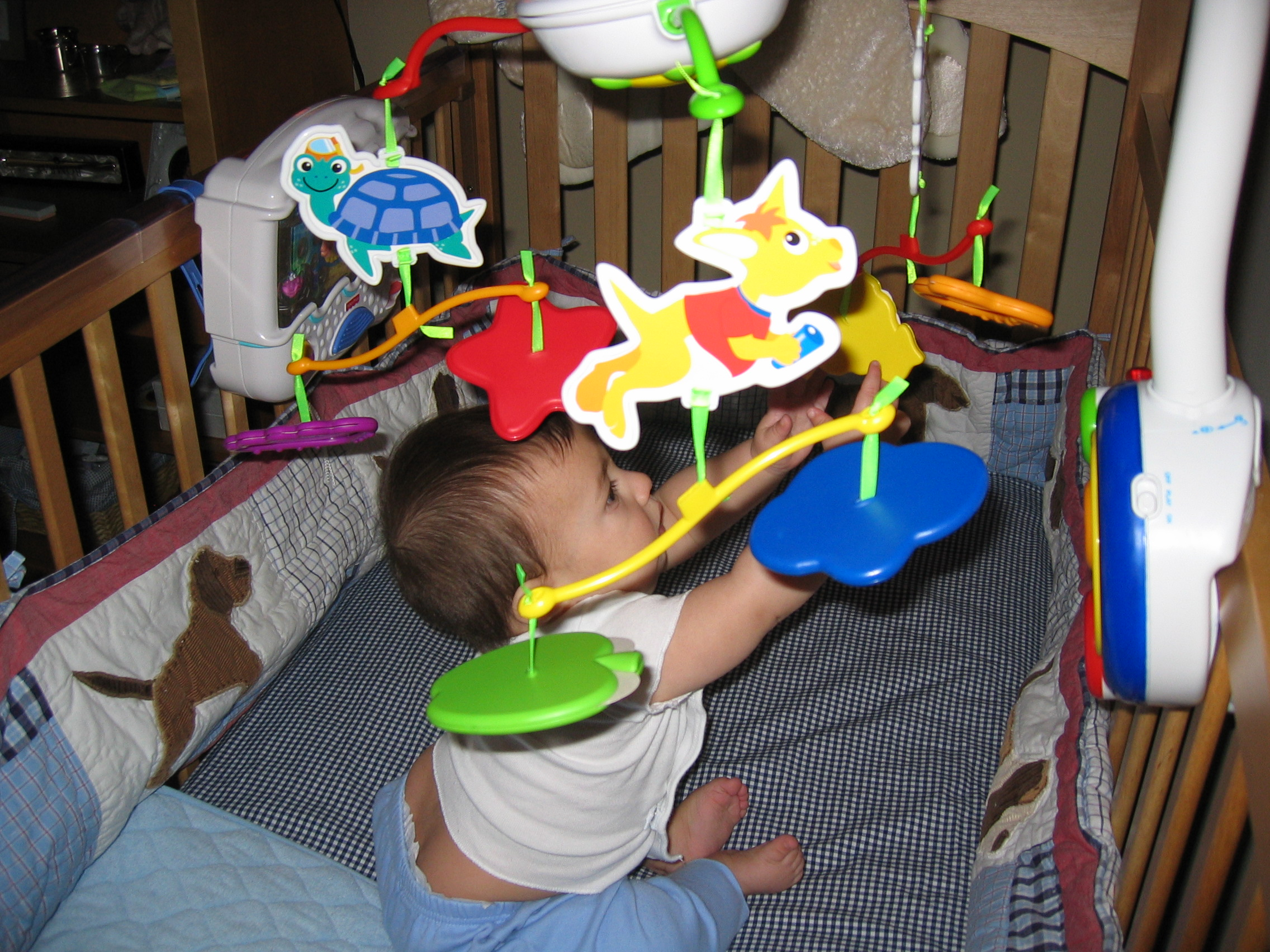
En mobil ovanför en spjälsäng.
- Four Lines Oblique II av George Rickey campuset för Wiens universitet.